# Dzięcioły (powiat łosicki)
Dzięcioły – wieś sołecka w Polsce położona w województwie mazowieckim, w powiecie łosickim, w gminie Łosice.
W latach 1975–1998 miejscowość należała administracyjnie do województwa bialskopodlaskiego.
Na wschód od wsi znajduje się trójczłonowe wczesnośredniowieczne grodzisko w postaci pozostałości po obwałowanych budowlach o obronnym charakterze. 
Wierni Kościoła rzymskokatolickiego należą do parafii św. Apostołów Piotra i Pawła w Niemojkach.